# Ulica Ogrodowa w Krakowie
Ulica Ogrodowa – ulica w Krakowie, w dzielnicy I Stare Miasto, na Kleparzu.
Łączy ulicę Warszawską z ulicą Pawią. Jest jednojezdniowa.

## Historia
Ulica została w obecnym kształcie wytyczona w latach siedemdziesiątych XVIII wieku i wtedy otrzymała nazwę ul. Koło Ogrodu Proboszcza, związaną z pobliskim kościołem św. Floriana.
W 1792 roku Rada Miasta Krakowa nadała ulicy obecną nazwę. W latach 1881–1893 nosiła nazwę ul. Pawiej, a w 1893 przywrócono jej nazwę poprzednią. Po północnej części ulicy zachował się XVIII wieczny mur otaczający Zgromadzenie Sióstr Miłosierdzia.
Na budynkach oraz murze otaczającym Zgromadzenie Sióstr Miłosierdzia położonych przy ulicy, znajdują się ślady po wybuchach powstałe podczas II wojny światowej.

## Zabudowa
Obecna zabudowa ulicy ma charakter mieszkalny – stanowią ją głównie kamienice czynszowe powstałe w XIX wieku i na początku wieku XX.
- ul. Ogrodowa (ul. Warszawska 11) – kamienica, XIX wiek.
- ul. Ogrodowa 3 – kamienica, XIX wiek.

Opracowano na podstawie źródła: Gminnej ewidencji zabytków – Kraków.

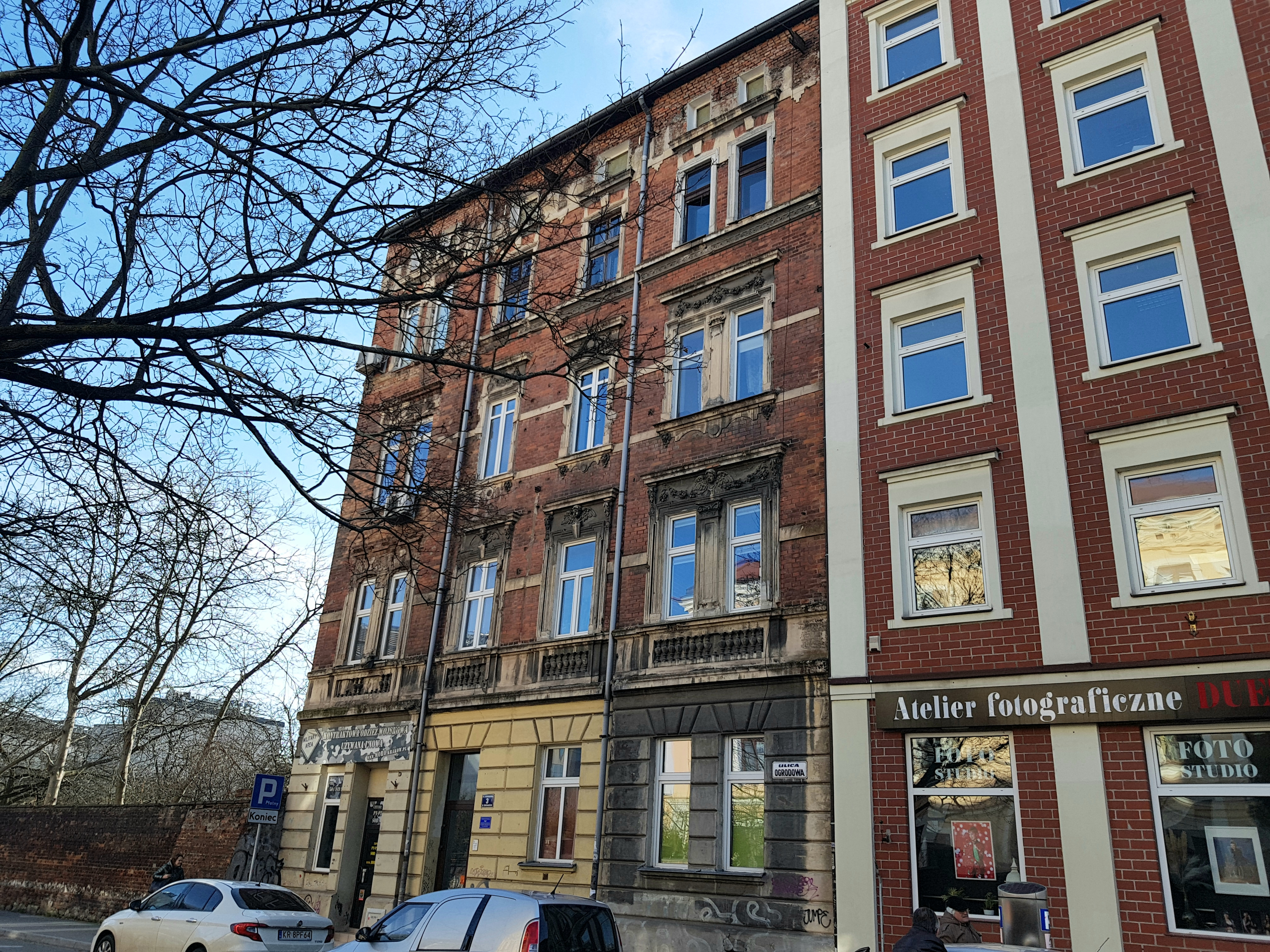
ul. Ogrodowa 3 Kamienica (XIX wiek)
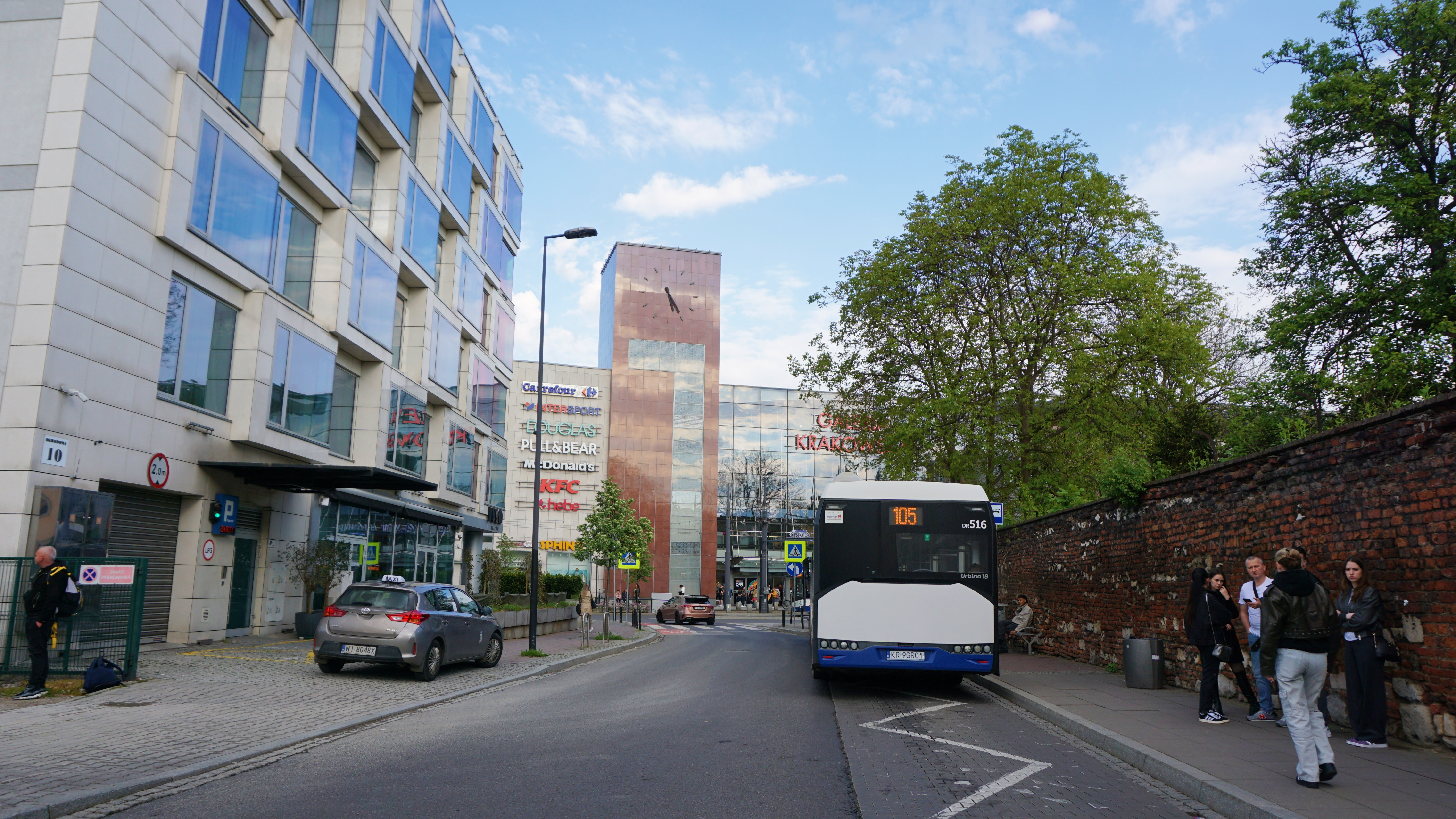
Ulica przy Galerii Krakowskiej
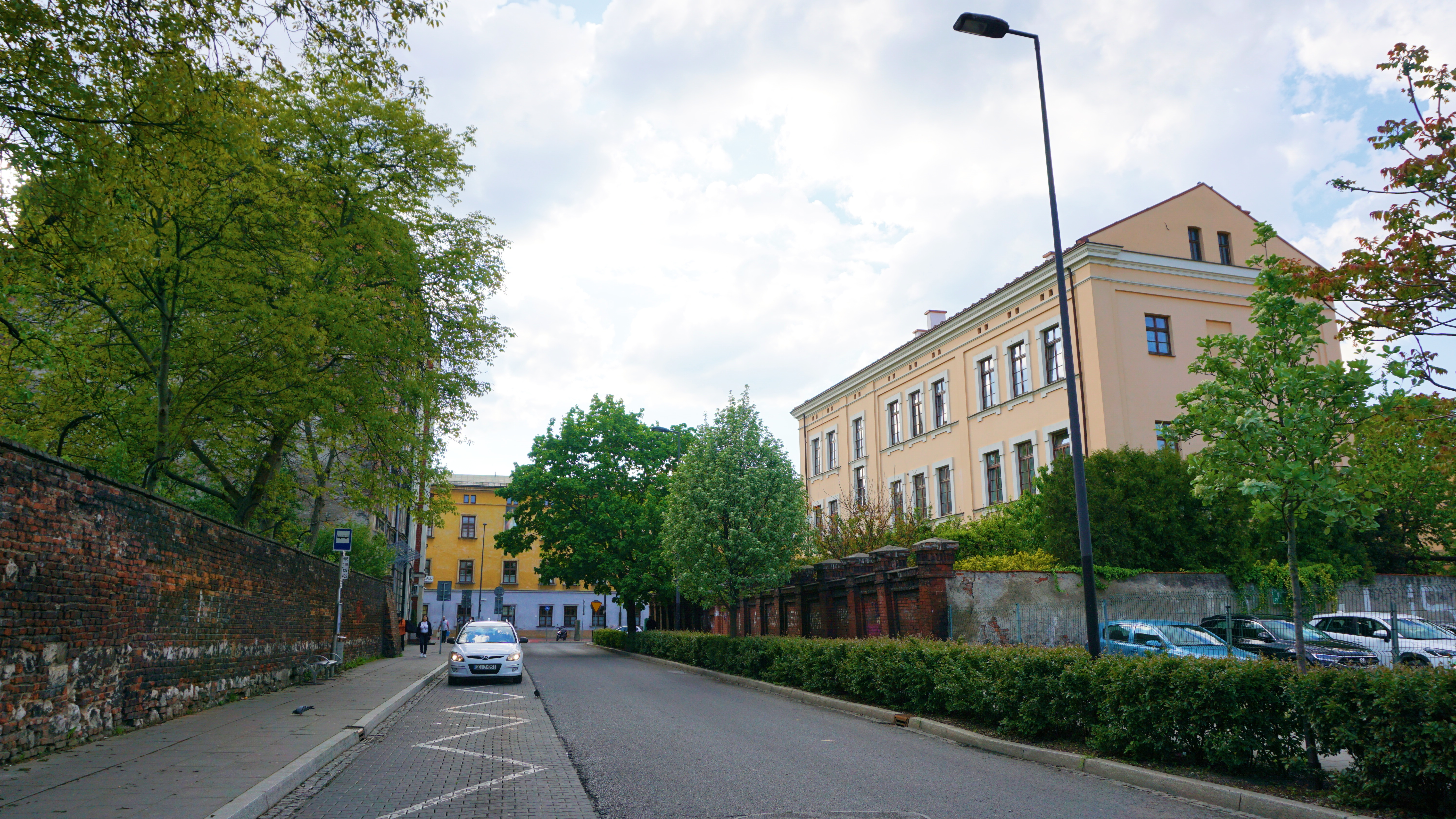
Widok na zachód.
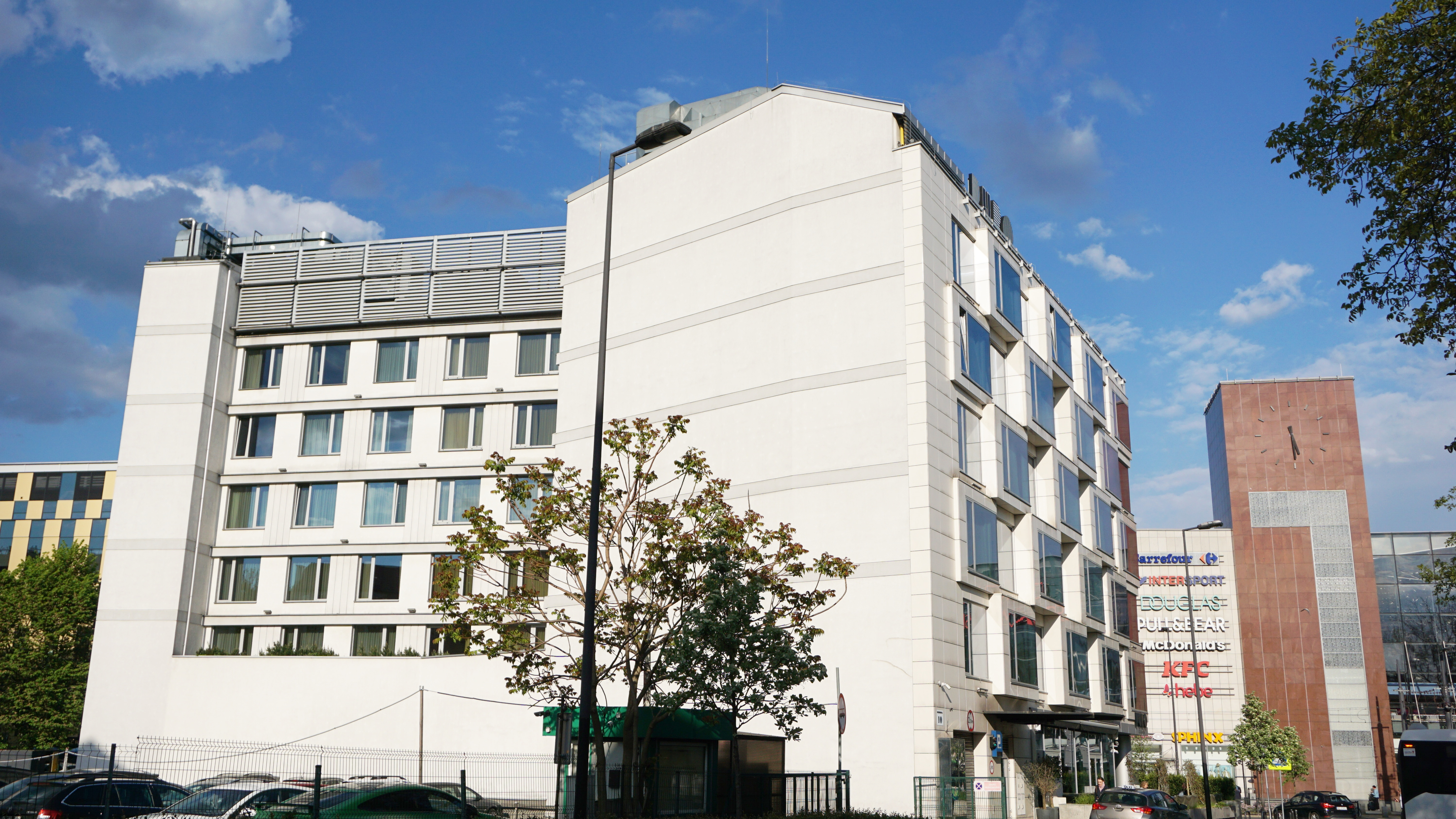
ul. Ogrodowa 10 Budynek